# CoolKon
CoolKon - Konwent Miłośników Gier i Fantastyki – wrocławski konwent fantastyki i gier fantastycznych (fabularnych, bitewnych, planszowych, kolekcjonerskich i niekolekcjonerskich gier karcianych i innych).
Organizowany obecnie jest przez Rawicki Klub Fantastyki, Tawernę RPG oraz klub Wratislavia Fantastica (od 4 edycji) przy udziale wielu innych organizacji i fanów z całego kraju. Edycje 1 do 3 współtworzyła niezależna wrocławska grupa miłośników fantastyki i gier bitewnych Front (Wrocław Team). 
Pierwsza edycja:
Odbyła się w dniach 4-6 marca 2005 roku we wrocławskim w Gimnazjum nr 40 (ul. Morelowskiego 43). Frekwencja na konwecie sięgnęła 340 osób. Impreza po zakończeniu zebrała wiele pozytywnych komentarzy.
Druga edycja:
Odbyła się pod nazwą CoolKon v.2.0 w dniach 3-5 marca 2006 roku, przyciągnęła już 530 gości i ponownie uzyskała wysokie oceny i dobre komentarze (np. w Informatorze Konwentowym). 
Trzecia edycja:
CoolKon III - odbył się w dniach 2-4 marca 2007 w Zespole Szkół Nr 6 Im. Agnieszki Osieckiej na ulicy Tęczowej 60 we Wrocławiu. Program imprezy poszerzył się między innymi o blok Mangi i Anime, a jednym z gości był Stanisław Mąderek. Frekwencja na konwencie wyniosła ponad 620 gości.
Czwarta edycja:
CoolKon 4 - odbyła się w dniach 5-7 marca 2010 w budynku w Specjalnego Ośrodka Szkolno-Wychowawczego nr 11 przy ulicy Kamiennej 99/101 we Wrocławiu zgromadziwszy 430 konwentowiczów.
Piąta edycja:
CoolKon 5 - odbył się w dniach 4-6 marca 2011 w budynku w Specjalnego Ośrodka Szkolno-Wychowawczego nr 11 przy ulicy Kamiennej 99/101 we Wrocławiu.